# Walter Reynolds
Walter Reynolds  (auch Heyne oder Heyerne) († 16. November 1327 in Mortlake) war ein englischer Geistlicher. Er gehörte zu den wichtigsten Unterstützern des englischen Königs Eduard II. und diente von 1307 bis 1310 als königlicher Treasurer und von 1310 bis 1313 als königlicher Kanzler. Ab 1308 war er Bischof von Worcester, ab 1313 Erzbischof von Canterbury. Damit war er der einzige englische Bischof, der während der Herrschaft von Eduard II. seine Diözese wechselte. Im Vergleich zu den unruhigen Amtszeiten seines Vorgängers Robert Winchelsey und seines Nachfolgers Simon Mepeham war seine Amtszeit eine vergleichsweise friedliche Periode für die englische Kirche und für deren Verhältnis zur päpstlichen Kurie. Beim Sturz von Eduard II. verhielt sich Reynolds zunächst zögerlich, doch schließlich unterstützte er offen Eduard III. und hatte damit erheblichen Anteil am Gelingen des Umsturzes.

## Herkunft und Aufstieg im Dienst des Thronfolgers
Walter Reynolds war angeblich ein Sohn eines Bäckers namens Reginald aus Windsor, und tatsächlich hatte Reynolds als Bischof Beziehungen zu Windsor. Warum er in zwei Chroniken auch Heyne bzw. Heyerne genannt wird, ist unklar. Reynolds wuchs am Hof von König Eduard I. auf. Er besuchte anscheinend keine Universität, bevor er als Kaplan und Beamter in den Dienst des Königs trat. Am Hof gewann er das Vertrauen des Thronfolgers Eduard und wurde auch ein enger Freund von dessen Günstling Piers Gaveston. Vor 1297 diente Reynolds als Einkäufer des Haushalts des Thronfolgers, ehe er 1301 Keeper of the Wardrobe des Thronfolgers wurde. 1302 oder 1303 wurde er als einer der drei wichtigsten Ratgeber des Thronfolgers bezeichnet. Im Oktober 1304 begleitete er diesen nach Frankreich, wo Eduard in Amiens dem französischen König Philipp IV. für das Herzogtum Aquitanien huldigte. Reynolds gehörte zum Gefolge des Thronfolgers in Schottland, als dieser im Juli 1307 als Nachfolger seines verstorbenen Vaters englischer König wurde. Am 22. August 1307 ernannte der neue König Reynolds anstelle des in Ungnade gefallenen Walter Langton zum königlichen Treasurer.
Für seine Dienste wurden Reynolds bereits von Eduard I. zahlreiche Pfarrstellen übertragen, in denen er sich von Pfarrvikaren vertreten ließ. Dazu gehörten Wimbledon in Surrey, Ingram in Northumberland, Horsmonden in Kent, Sawbridgeworth in Hertfordshire und Snitterley in Norfolk. Dazu erhielt Reynolds eine Pfründe an der Londoner St Paul’s Cathedral sowie die Leitung des St Leonard’s Hospital in York. 1306 wurde er Propst von Beverley Minster. Um diese zahlreichen Pfründen führen zu dürfen, erhielt er vermutlich am 7. Februar 1306 einen päpstlichen Dispens.

## Bischof von Worcester
Der König wollte, dass Reynolds Bischof der nächsten englischen Diözese würde, die vakant wurde. Als die Diözese Worcester im September 1307 vakant wurde, wählten die Mönche des Kathedralpriorats von Worcester auf Empfehlung des Königs am 13. November 1307 Reynolds zum Bischof. Papst Clemens V. hatte jedoch die Ernennung eines neuen Bischofs für sich reserviert, und erst nach langen Verhandlungen ernannte der Papst im Februar 1308 Reynolds zum Bischof von Worcester. Da Reynolds noch im Dienst des Königs tätig war, wurde er erst am 13. Oktober 1308 in Canterbury von Erzbischof Robert Winchelsey in Anwesenheit des Königs zum Bischof geweiht. Erst im September 1310 wurde Reynolds in Worcester inthronisiert, da er auch als Bischof weiterhin im Dienst des Königs stand. Während seiner fünfjährigen Amtszeit hielt er sich nur acht Monate lang in seiner Diözese auf. Dennoch übernahm er meist selbst die Leitung der Verwaltung seiner Diözese, wobei er 1309 Benedict de Paston zum Generalvikar ernannte. Meist übernahmen andere Bischöfe die Priesterweihen in der Diözese Worcester, und aufgrund seiner fast ständigen Abwesenheit konnte Reynolds keine Visitation seiner Diözese durchführen. Im Frühjahr 1309 leitete Reynolds zusammen mit Bischof John Salmon von Norwich und Adam Orleton von Hereford eine englische Gesandtschaft an den Papsthof in Avignon. Sie erreichten, dass der Papst die Verbannung von Piers Gaveston für ungültig erklärte. Dem Papst war offenbar die Stellung Reynolds als Günstling des Königs bewusst, denn 1309 beauftragte er ihn, dem König seinen Unmut über die zahlreichen Beschwerden von englischen Geistlichen mitzuteilen, die sich über die Unterdrückung durch den König beklagten. 1309 beauftragte der Papst Reynolds, zusammen mit dem eigens nach England gesandten Nuntius Guillaume Teste den Zehnten für den Papst zu erheben.

## Reynolds als königlicher Kanzler
Am 6. Juli 1310 entließ der König Reynolds als Treasurer und ernannte ihn stattdessen als Nachfolger des am 11. Mai entlassenen John Langton zum Kanzler. In diesem Amt trat Reynolds aber nur wenig in Erscheinung. Bereits das Amt des Treasurer hatte er nur gelegentlich ausgeübt, und ebenso selten besiegelte er als Kanzler mit dem Großsiegel Urkunden. Im Konflikt des Königs mit einer mächtigen Adelsopposition vertrat er klar die Haltung des Königs. Reynolds gehörte zu den englischen Bischöfen, die am 1311 begonnenen Konzil von Vienne teilnehmen sollten, doch der König entschuldigte seine Teilnahme beim Papst, da sein Dienst in England für die Krone unverzichtbar sei. Im November 1312 gehörte Reynolds zu den Taufpaten des Thronfolgers Eduard. Nach der Krise, die durch die Ermordung Gavestons ausgelöst wurde, wird er als einziger Bischof namentlich genannt, der 20. Dezember 1312 die Einigung zwischen den Baronen und dem König besiegelte.

## Erzbischof von Canterbury

### Ernennung zum Erzbischof
Am 27. April 1313 erließ Papst Clemens V. eine Bulle, in der er das Recht, den nächsten Erzbischof von Canterbury zu ernennen, für sich beanspruchte. Der bereits seit mehreren Monaten erkrankte Erzbischof Winchelsey starb am 11. Mai, und die Mönche des Kathedralpriorats von Canterbury, die um ihr Recht der Wahl des Erzbischofs besorgt waren, wählten sofort nach Winchelseys Begräbnis Thomas Cobham, zu dem sie bereits zuvor enge Kontakte hatten, zum neuen Erzbischof. Gegen diese Wahl legte König Eduard II. Einspruch ein. Der König hatte bereits Verhandlungen mit dem Papst begonnen, um seinen Vertrauten Reynolds zum neuen Erzbischof ernennen zu lassen. Ob er dafür dem Papst Geld zahlte, wie einige Chronisten behaupten, ist jedoch nicht belegt. Am 1. Oktober 1313 annullierte der Papst die Wahl von Cobham und ernannte stattdessen Reynolds zum neuen Erzbischof. Am 3. Januar 1314 wurden Reynolds die Temporalien übergeben und am 17. Februar 1314 wurde er in Anwesenheit des Königs und zahlreicher anderer Bischöfe und Magnaten in Canterbury inthronisiert.
Der Papst ernannte Reynolds nicht nur zum Erzbischof, sondern gewährte ihm dazu mehrere Privilegien. Er musste nicht zur Kurie nach Avignon reisen, um das Pallium zu empfangen, und sollte erst innerhalb von fünf Jahren persönlich beim Papst erscheinen. Diese Frist wurde später auf sieben Jahre verlängert. Dazu durfte er sich für einen längeren Zeitraum in seiner Diözese durch Stellvertreter vertreten lassen. Am 3. April 1314 legte Reynolds das Amt des Keeper of the Seal nieder, blieb aber dennoch weiterhin für die Verwahrung des Großsiegels zuständig. Vermutlich auch im April legte er auch sein Amt als Kanzler nieder, wobei er bereits zuvor schon zeitweise nicht mehr als Kanzler bezeichnet wurde, da er nach den Bestimmungen der Ordinances nicht von den Parlamenten bestätigt wurde. Reynolds blieb aber dennoch weiterhin ein einflussreiches Mitglied des Kronrates und verteidigte zumeist die Politik des Königs gegen dessen Gegner. Der König dankte ihm mit zahlreichen Geschenken, darunter der Verwaltung von Ländereien, Vormundschaftsverwaltungen, der Gewährung von Marktrechten für Orte in seinen Besitzungen und dem Erlass von Gebühren, die er oder seine Vasallen zahlen sollten.

### Wirken als Erzbischof
Persönlich war Reynolds offenbar ein gläubiger Christ. Er besaß eine Kreuzreliquie und machte Schenkungen zugunsten des Schreins von Thomas Becket in Canterbury und von St Mary of Walsingham. Als Erzbischof von Canterbury führte er einen großen Haushalt, zu dem 97 Beamte gehörten. Von diesen hatten 38 als Magister ein Universitätsstudium abgeschlossen, und von diesen 38 führten neun einen Doktortitel. Papst Clemens V. hatte Reynolds am 13. Januar 1314 erlaubt, im Namen des Papstes 30 Kanonikerstellen in der Kirchenprovinz Canterbury zu vergeben, selbst wenn es dadurch bei einzelnen Geistlichen zu einer Ämterhäufung kam. Mit mindestens 22 dieser Stellen versorgte Reynolds Mitglieder seines eigenen Haushalts. Dank dieser päpstlichen Unterstützung hatte Reynolds in vielen Kathedralkapiteln und Kollegiatstiften erheblichen Einfluss, und er zögerte nicht, durch Briefe und scharfe Verweise diesen Einfluss zugunsten seiner Politik umzusetzen. Reynolds ließ nicht nur in seinem Bistum, sondern auch in seiner Kirchenprovinz eine Reihe von Visitationen durchführen, von denen er einige trotz seiner häufigen Abwesenheit im Dienst des Königs selbst durchführte. Dazu besaß er eine umfangreiche Bibliothek mit durchaus anspruchsvollen Werken. Von ihm stammen jedoch wahrscheinlich nicht die sogenannten Provincial Constitutions of 1322, geistliche Regeln für die Kirchenprovinz Canterbury, die ihm von früheren Historikern wie David Wilkins († 1745) zugeschrieben worden waren.
Als mit Johannes XXII. im August 1316 ein neuer Papst gewählt wurde, versuchte dieser, mit Hilfe von Reynolds von der englischen Kirche die längst überfälligen Zahlungen des Peterspfennigs und anderer Abgaben an die Kurie zu erhalten. Reynolds versuchte, diese unpopulären Forderungen des Papstes nach Möglichkeit umzusetzen. Ob gewollt oder ungewollt stärkte er damit die Zentralgewalt des Papstes. Andererseits verstand es Reynolds, der selbst zahlreiche geistliche Ämter zugleich besessen hatte, einzelne Teile der päpstlichen Constitution Execrabilis, die 1316 gegen die geistliche Ämterhäufung erlassen wurde, umzudeuten und zu seinem eigenen Vorteil zu nutzen. Energisch trat er dem alten Anspruch der Erzbischöfe von York entgegen, auch innerhalb der Kirchenprovinz Canterbury sich ein Kreuz als Zeichen ihres Ranges als Metropolit vorantragen zu lassen. Erzbischof William Melton von York verweigerte er dieses Recht hartnäckig, doch für sich selbst konnte er dagegen durchsetzen, dass ihm in der Kirchenprovinz York ein Kreuz vorangetragen wurde. Erst als der König 1325 zugunsten von Melton eingriff, musste er zulassen, dass Melton das Kreuz vorangetragen werden durfte, wenn er auf Einladung des Königs die Kirchenprovinz Canterbury besuchte.
Gegenüber den Mönchen des Kathedralpriorats von Canterbury verhielt sich Reynolds wohlwollend und großmütig. Er vertraute offenbar völlig dem Prior Henry Eastry. Eastry hatte offenbar zu Reynolds ein harmonisches Verhältnis, während er mit Reynolds Vorgänger und mit dessen Nachfolger Streit hatte. Auch einzelnen Mönchen erwies Reynolds Gunstbeweise. Er ermunterte diese, ein Universitätsstudium aufzunehmen und nahm einzelne studierte Mönche in seinem Haushalt auf. Wenige Monate vor seinem Tod übergab Reynolds den Mönchen das Gut von Calcott bei Canterbury, das bislang den Erzbischöfen von Canterbury selbst gehört hatte.

### Anfängliche Zusammenarbeit mit König EduardII.
Im Gegensatz zu seinem Vorgänger Winchelsey, der kompromisslos auf die Einhaltung der Rechte der Kirche gegenüber dem König bestanden und mit den oppositionellen Baronen sympathisiert hatte, versuchte Reynolds häufig, die widerstrebenden Geistlichen zu überzeugen, Steuern an den König zu zahlen. Damit unterstützte er die Politik des Königs, vor allem den Krieg gegen Schottland und die Niederschlagung der Adelsopposition. Gegen diese Politik protestierten vor allem die Ordensgeistlichen, während Reynolds offenbar eine Reihe von Prälaten überzeugen konnte, den König finanziell zu unterstützen. Reynolds änderte damit die politische Linie der englischen Kirche, die bislang traditionell darauf bestanden hatte, ihre Reichtümer selbst zu verwalten und ihre Politik in rein kirchlichen Versammlungen abzustimmen. Während Winchelsey zu den Führern der Adelsopposition gegen den König gehört hatte und bei der Aufstellung der Ordinances eine erhebliche Rolle gespielt hatte, versuchte Reynolds den König und Thomas of Lancaster, den Führer der Adelsopposition, miteinander zu versöhnen. Vor allem 1318 trug er zusammen mit anderen Bischöfen dazu bei, dass mit dem Vertrag von Leake eine zeitweilige Versöhnung zwischen dem König und Lancaster ausgehandelt werden konnte.

### Zunehmende Konflikte mit dem König
Nachdem Reynolds zu Beginn seiner Amtszeit als Primas der englischen Bischöfe eng mit der Krone zusammengearbeitet hatte, kam es Ende der 1310er Jahre zu einem ernsten Konflikt mit dem König. Gemäß einer Anweisung von Papst Johannes XXII. übertrug er die Besitzungen des aufgelösten Templerordens dem Johanniterorden, was er trotz eines Verbots von Eduard II. und der auch während des Parlaments von 1320 vorgetragenen Drohung, seinen Besitz zu beschlagnahmen, fortsetzte. Zum offenen Konflikt kam es schließlich 1324, als der zunehmend tyrannisch herrschende König Adam Orleton, den Bischof von Hereford als Verräter verhaftete, weil dieser energisch seinen Schutzherrn Roger Mortimer verteidigte. Reynolds und sämtliche anderen Bischöfe erklärten, dass Orleton unter ihrem Schutz stand, worauf der König ihnen den aufsässigen Bischof übergeben musste.

### Rolle beim Sturz von EduardII.

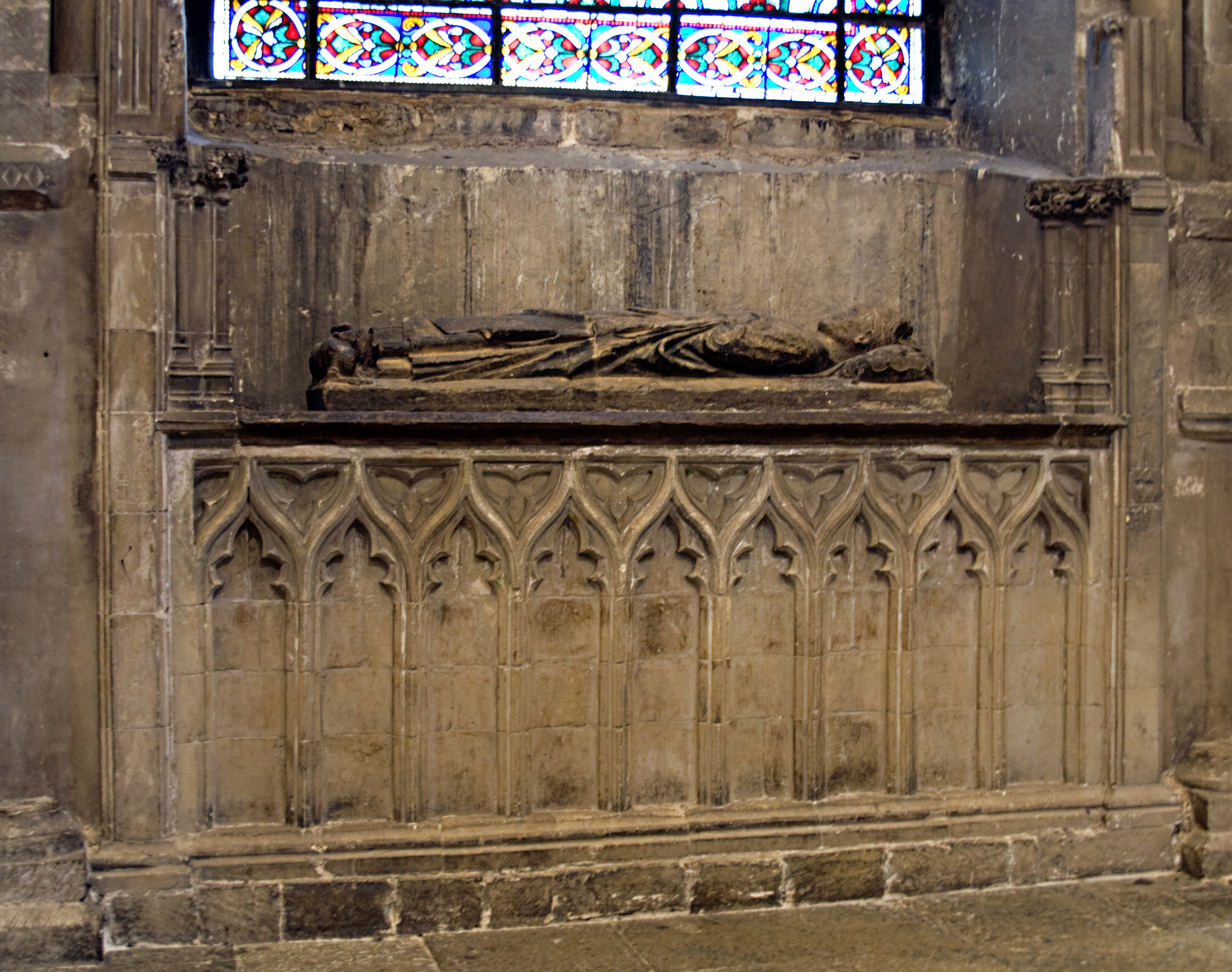
Grabdenkmal für Walter Reynolds in der Kathedrale von Canterbury

Als die ins Exil geflüchtete Königin Isabelle zusammen mit Roger Mortimer und einem Heer im September 1326 in England landete, um den König zu stürzen, verhielt sich Reynolds auf Anraten von Prior Eastry zunächst neutral. Insgeheim sandte er der Königin große Geldsummen zu, doch im Gegensatz zu anderen Bischöfen blieb er im Lambeth Palace bei London. Am 30. September 1326 ließ er in der Londoner St Paul’s Cathedral eine ältere päpstliche Bulle verkünden. In dieser wurden schottische Invasoren nach England exkommuniziert, doch da Reynolds das Datum der Bulle verschwiegen ließ, klang der Text, als ob die neuen Invasoren, die Anhänger Mortimers und Isabelles exkommuniziert würden. Als die Bürger der City of London dennoch am 15. Oktober 1326 gegen die Herrschaft von Eduard II. rebellierten und Walter de Stapledon, der Bischof von Exeter am selben Tag ermordet wurde, flüchtete Reynolds nach Kent. Er schloss sich nicht den Magnaten an, die am 26. Oktober in Bristol den jungen Thronfolger Eduard zum Regenten ernannten. Erst am 7. Dezember, als offensichtlich wurde, dass der Umsturz erfolgreich war, verließ Reynolds Maidstone und unterwarf sich Königin Isabelle. Während des Parlaments am 7. Januar 1327, das über die Absetzung von Eduard II. entschied, blieb Reynolds zunächst zurückhaltend. Prior Eastry riet ihm dringend, dass er und die anderen Bischöfe sich nicht gegen eine Absetzung des Königs sperren sollten. Am 8. Januar 1327, als der junge Eduard in Westminster Hall öffentlich als Regent präsentiert wurde, predigte Reynolds daraufhin nach der Sentenz vox populi vox Dei, womit er den Sturz von Eduard II. rechtfertigte und offenbar empfahl, eine Gesandtschaft zum gestürzten König senden, um diesem die Treue aufzukündigen. Am 1. Februar 1327 krönte er schließlich sein Patenkind Eduard in Westminster Abbey zum neuen König.

### Tod
Reynolds gehörte auch unter Eduard III. dem Kronrat an, verlor aber rasch an Einfluss. Zusammen mit seinen Suffraganbischöfen wiederholte er die Bitte, seinen Vorgänger Winchelsey sowie Thomas of Lancaster heiligzusprechen. Am 22. März 1327 weihte er James Berkeley noch zum neuen Bischof von Exeter, danach zog er sich zunehmend zurück. Nach seinem Tod wurde er am 27. November 1327 im Chorraum der Kathedrale von Canterbury beigesetzt. Bei seinem Tod umfasste sein persönlicher Besitz neun Truhen mit Gewändern, Schmuck, Büchern und Urkunden. Obwohl Reynolds noch am 11. November 1327 ein Testament aufgesetzt hatte, erhielten die vorgesehenen Empfänger jedoch fast nichts, da er bei seinem Tod erhebliche Schulden gegenüber dem König gehabt hatte.

## Bewertung
Wegen seiner anfänglichen Unterstützung des unbeliebten Eduard II., aber auch wegen seiner Haltung beim Sturz des Königs wurde Reynolds bereits von den mittelalterlichen Chronisten kritisch bewertet. Der Benediktiner Robert of Reading, der mutmaßliche Autor der Flores Historiarum, sah ihn äußerst negativ, wozu vor allem auch beitrug, dass er die Besteuerung der Klöster durch den König genehmigt hatte. Andere Chronisten wie der Chronist von Bridlington und der von Meaux sowie der Verfasser der Vita Edwardi secundi argwöhnten, dass der König die Ernennung von Reynolds zum Erzbischof vom Papst erkauft hätte. Andere mittelalterliche Chronisten wie Adam Murimuth oder Ralph Hidgen dagegen können nichts Negatives über ihn berichten, und John Trokelowe und vor allem Thomas Walsingham lobten Reynolds Versuche, England zu befrieden.
Die Historiker des 19. Jahrhunderts, vor allem William Stubbs, aber auch T. F. Tout bewerteten Reynolds negativ. Im 20. Jahrhundert wurde er von Conway Davies, Maude Clarke, Kathleen Edwards und May McKisack differenzierter bewertet. Nach heutigem Forschungsstand wird Reynolds weit weniger negativ bewertet. Als Erzbischof in einer politisch schwierigen Zeit versuchte er, nicht gegen, sondern mit dem König zu arbeiten. Dabei hoffte er durch Harmonie und Stabilität mehr zu erreichen als durch Beharren auf Ansprüche, die er selbst nicht vertreten konnte. Er wünschte sich, das Reich zu befrieden, weshalb er eher opportunistisch als prinzipientreu handelte. Als er letztlich den Sturz von Eduard II. unterstützte, handelte er wohl tatsächlich skrupellos, aber nach reiflicher Überlegung und unterstützt von Ratschlägen seines Vertrauten, dem Prior Eastry. Problematisch war für ihn, dass die Konflikte während der Herrschaft von Eduard II. weniger Konflikte um klare politische Grundsätze waren, sondern vor allem von persönlichen Interessen bestimmt waren. Trotz seiner persönlichen Grenzen und obwohl er letztlich zum Sturz des Königs beitrug, hatten sowohl Eduard II. wie auch Papst Clemens V. von Reynolds Ernennung zum Erzbischof profitiert.